# Osteoderma

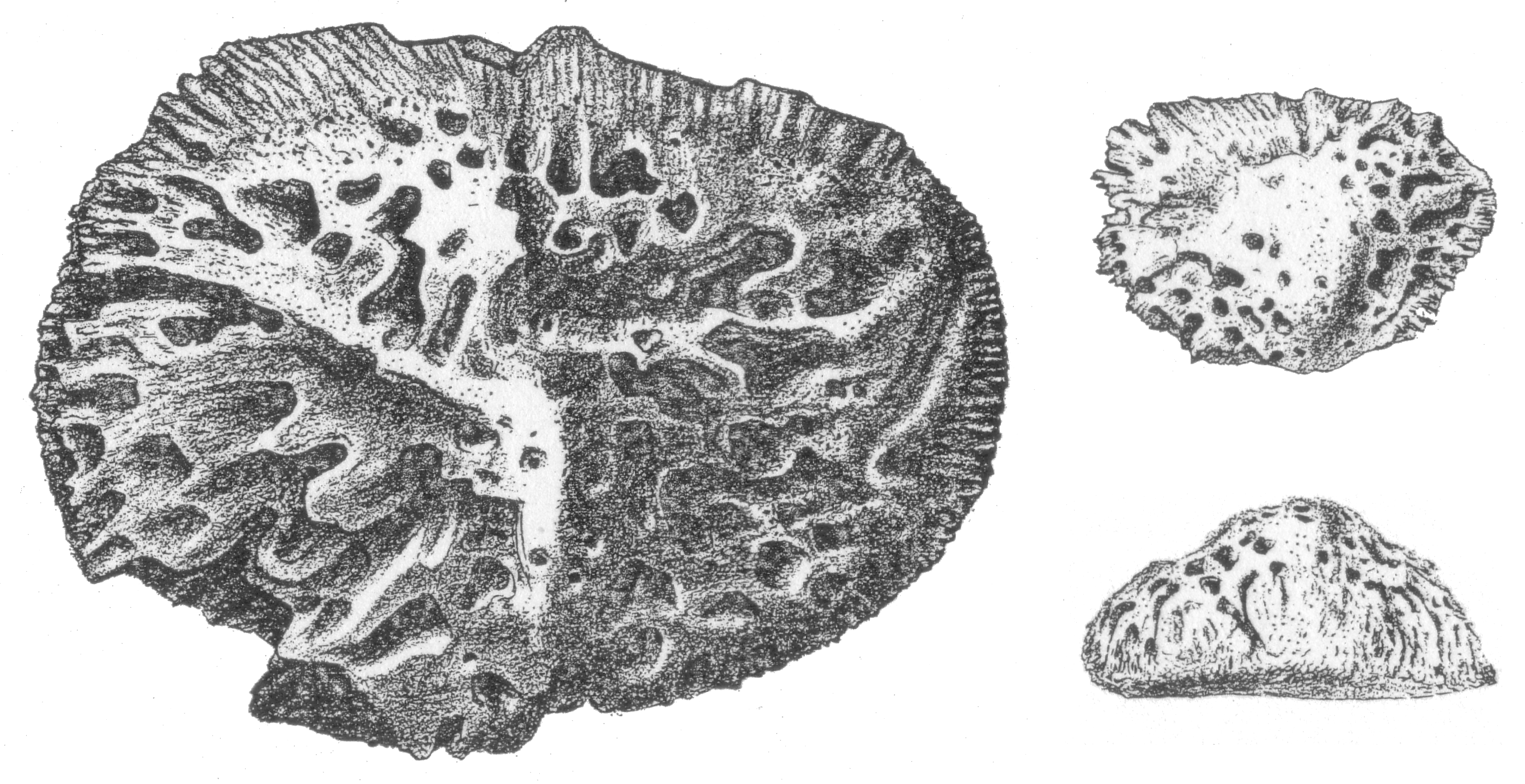
Osteoderma dell'estinto coccodrillo Deinosuchus

L'osteoderma è una struttura protettiva presente in un numero limitato di rettili, tra cui le tartarughe, e in alcuni gruppi di mammiferi.
Viene chiamata più comunemente corazza ed è formata da placche ossee, sormontate dal derma, che è ricoperto a sua volta da fanere.
Queste ossificazioni non corrispondono allo scheletro e si trovano in diversi generi non imparentati, in dinosauri come ceratosaurus, mammiferi come Mylodon e rettili come arcosauri.
La funzione varia anche da difensiva a far parte del corteggiamento riproduttivo.
Nei coccodrilli la funzione principale che svolge è quella di catturare il calore, come se fossero celle solari; così, quando il sangue attraversa queste strutture ossee, si riscaldano e quindi distribuiscono il calore in tutto il corpo, per poter svolgere le attività quotidiane e il metabolismo in quanto questi pecilotermi hanno bisogno di calore per svolgere tutte le loro attività.

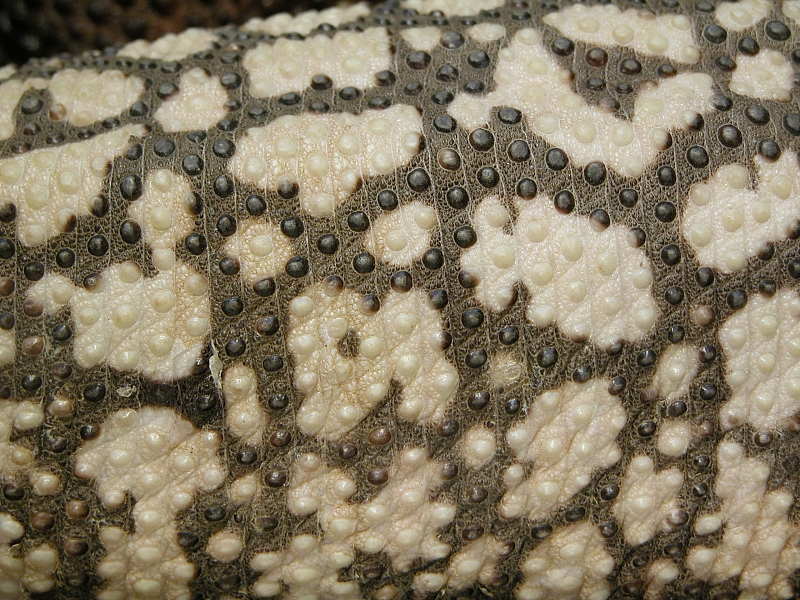
Primo piano della pelle dell'eloderma, che rivela i suoi osteodermi

Nel caso dei coccodrilli è anche una protezione contro i loro nemici poiché presenta un guscio di osteodermi che copre l'intera schiena e persino la testa.

## Guscio di tartarughe
La struttura, la forma e la colorazione del guscio di tartaruga varia da una specie all'altra. Sono composte da spesse placche ossee interne, ossificazioni del derma saldate alle vertebre e alle costole; Un'eccezione sono le specie della famiglia Trionychidae, in cui queste placche sono ridotte o cartilaginee (ricche di calcio). Alcune di queste placche derivano da antiche ossa della cintura pectosal, in particolare le clavicole e le interclavicole. Uno dei seguenti rivestimenti è distribuito su queste placche ossee:
- Pelle particolarmente consistente, quasi coriacea (simile al cuoio).
- Piastre di cheratina cornea, paragonabili alle scaglie di alcuni rettili.
- Osteopati o scudi ossei, ricoperti da un sottile strato corneo
- leggermente calcificato (solo nel caso delle tartarughe, cioè la famiglia Testudinidae).

Scheletro di armadillo con conchiglia, costituito da osteodermi esposti al Museo di Osteologia.

La conchiglia è composta da due regioni:
- Schienale: è la parte superiore o dorsale (detta anche "conchiglia"); è composto da cinque file di piatti; quella centrale o neurale, in posizione mediana, è fiancheggiata su ogni lato dalle file costali, che a loro volta sono affiancate dalle file marginali.
- Plastron: è la parte inferiore o ventrale (detta anche "petto").